# Killian Sardella
Killian Sardella (2 de mayo de 2002) es un futbolista belga que juega en la demarcación de defensa para el R. S. C. Anderlecht de la Primera División de Bélgica.

## Biografía
Tras empezar a formarse como futbolista en el R. S. C. Anderlecht, finalmente hizo su debut con el primer equipo el 9 de agosto de 2019 en la tercera jornada de la Primera División de Bélgica contra el R. K. V. Malinas, llegando a disputar la totalidad de los minutos del partido.

## Selección nacional
El 17 de noviembre de 2024 hizo su debut con la selección de Bélgica en un encuentro de la Liga de Naciones de la UEFA 2024-25 ante Israel que perdieron por uno a cero.

## Clubes
| Club                | País    | Año   | Partidos | Goles |
| ------------------- | ------- | ----- | -------- | ----- |
| R. S. C. Anderlecht | Bélgica | 2019- | 141      | 1     |
| RSCA Futures        | Bélgica | 2022  | 3        | 3     |